# 안젤리아 옹
안젤리아 옹(Angelia Ong, 1990년 6월 27일 ~ )은 필리핀의 미인 대회 우승자, 모델이다. 2015 미스 어스 우승자이다. 중국 혈통을 갖고 있다.